# Luigi Arsenio Brugnola
Luigi Arsenio Brugnola (Montrone, 25 agosto 1870 – Montrone, 1º dicembre 1943) è stato un medico e politico italiano.

## Biografia
Laureato a Perugia, nella stessa cttà si dedica alla professione medica e all'insegnamento universitario senza trascurare l'attività di ricerca. Deputato socialista per una legislatura è stato relatore per la convalidazione del regio decreto per la nomina dei laureati in medicina e chirurgia ad ufficiali medici di complemento.